# Niels Reijgersberg
Niels Reijgersberg (Delft, 21 november 1983) is Nederlands voormalig handballer. Gedurende zijn spelerscarrière kwam hij uit voor onder andere Quintus, Bevo HC en Volendam. Tevens kwam hij uit voor het nationaal team. In 2014 zette Reijgersberg een punt achter zijn spelerscarrière.